# Cancelar al Germaniei
1. redirectCancelar federal al Germaniei